# Estádio Sugar Ray Xulu
O Estádio Sugar Ray Xulu é um estádio multi-uso localizado em Clermont, na cidade de Durban, África do Sul. Atualmente é usado principalmente para jogos de futebol e foi reformulado em 2010 para ser utilizado como um campo de treinamento para as equipes participantes da Copa do Mundo FIFA de 2010. A pequena capacidade do estádio foi ampliada de 1.700 para 6.500, como um legado da Copa.
O estádio tem o nome de Cedric 'Sugar Ray' Xulu, um ex-jogador de futebol considerado uma lenda viva em Durban, cuja carreira na década de 1960 levou-o a jogar pelo time local, AmaZulu e o Mbabane Swallows de Essuatíni.